# ليز فاسي
ليز فاسي (بالإنجليزية: Liz Vassey)‏ مواليد 9 أغسطس 1972 في رالي، كارولاينا الشمالية، الولايات المتحدة، هي ممثلة أمريكية بدأت مسيرتها الفنية عام 1988.

## روابط خارجية
- ليز فاسي على موقع IMDb (الإنجليزية)
- ليز فاسي على موقع روتن توميتوز (الإنجليزية)
- ليز فاسي على موقع ألو سيني (الفرنسية)
- ليز فاسي على موقع أول موفي (الإنجليزية)
- ليز فاسي على موقع قاعدة بيانات الأفلام السويدية (السويدية)
- ليز فاسي على موقع إن إن دي بي (الإنجليزية)
- ليز فاسي على موقع قاعدة بيانات الفيلم (الإنجليزية)
- ليز فاسي على موقع كينوبويسك (الروسية)